# Branford Marsalis
Branford Marsalis (Breaux Bridge, Louisiana, 26 de Agosto de 1960), é um saxofonista norte-americano de jazz e música clássica.

## Biografia
Branford Marsalis nasceu em 26 de Agosto de 1960 e é o mais velho dos seus cinco irmãos, Wynton Marsalis, Ellis Marsalis III, Delfeayo Marsalis, Mboya Kinyatta, e Jason Marsalis. Wynton, Delfeayo, e Jason também são músicos de jazz, e Ellis é poetisa, fotógrafa e engenheira, em Baltimore. O seu irmão Mboya sofre de autismo. Os seus pais são Delores Ferdinand Marsalis e o famoso pianista Ellis Marsalis, Jr.. Branford faz também parte do grupo de escoteiros Boy Scouts of America.
Após os seus estudos na Southern University e Berklee, Branford iniciou a sua carreira profissional no início dos anos 80, tocando saxofone barítono com a Art Blakey's Big Band, Clark Terry, e saxofone alto com os Blakey's Jazz Messengers. De 1982 a 1985, tocou saxofone tenor e soprano, com o grupo do seu irmão Wynton, e com a banda de apoio de Sting. O seu som era marcado, inicialmente, por Wayne Shorter, e mais tarde, pelo som hard, de John Coltrane. Em 1985, participa no Live Aid, como único músico de Sting (mais tarde acompanhado de Phil Collins. Em 1986, forma o seu próprio grupo, com Kenny Kirkland (piano), Bob Hurst (baixo), e Jeff Watts (bateria).
De 1992 a 1995, foi o director musical do Tonight Show, de Jay Leno. Segue-se o projecto Buckshot LeFonque, cujo objectivo era a fusão do jazz, com R&B, hip hop e rock. Durante os anos 90, Branford colabora, como convidado, com os Grateful Dead. Participa também, ao lado de Bruce Hornsby, em diversos álbuns a solo. Branford e Hornsby ganharam um Grammy, em 1993, para o melhor instrumento pop, na sua composição Barcelona Mona, composta para os Jogos Olímpicos de Barcelona. Tocou, aínda, com Miles Davis, nas turnês deste último.
Em 2002, funda a editora discográfica independente Marsalis Music que, entre outros, edita álbuns de Doug Wamble, Harry Connick, Jr. e Miguel Zenon. Cria, também, a banda Branford Marsalis Quartet.

## Discografia

### Álbuns
- 2006, Braggtown
- 2004, A Love Supreme Live
- 2004, Eternal
- 2003, Romare Bearden Revealed
- 2002, Footsteps of our Fathers
- 2001, Creation
- 2000, Contemporary Jazz (Grammy para a categoria de Melhor Álbum Instrumental de Jazz'')
- 1999, Requiem
- 1997, Music Evolution
- 1996, The Dark Keys
- 1996, Loved Ones
- 1993, Bloomington
- 1992, 'Sneakers
- 1992, I Heard You Twice The First Time  (Grammy para a categoria de Melhor Interpretação Instrumental de Jazz)
- 1991,  The Beautiful Ones Are Not Yet Born
- 1990, Crazy People Music
- 1990, '[Mo' Better Blues
- 1989, Do The Right Thing
- 1989, Trio Jeepy
- 1988, Random Abstract
- 1987, Renaissance
- 1986, Romances for Saxophone
- 1985, Royal Garden Blues
- 1984, Scenes In The City

### Participações
- 2007, Marsalis Music Honors Series: Bob French (2007) - Bob French
- 2006, Intersections (1985-2005) - Bruce Hornsby
- 2005, Occasion : Connick on Piano, Volume 2 - Dueto com Harry Connick, Jr.
- 2003, The Marsalis Family: A Jazz Celebration
- 1999, Brand New Day - Sting
- 1996, Mercury Falling - Sting
- 1995, Hot House - Bruce Hornsby
- 1994, Rob Wasserman: Trios With Bruce Hornsby on White-Wheeled Limousine
- 1994, JLW - Joe Louis Walker
- 1993, Harbor Lights - Bruce Hornsby (Grammy para melhor canção Rainbow's Cadillac)
- 1991, Karma - Robin Eubanks
- 1990, You Won't Forget Me - Shirley Horn.
- 1990, Without a Net - Grateful Dead
- 1990, Black Codes (From the Underground) - Wynton Marsalis
- 1990, We Are In Love - Harry Connick, Jr.
- 1987, Nothing Like the Sun - Sting
- 1986, Bring on the Night - Sting
- 1986, Break Every Rule - Tina Turner
- 1985, Dream of the Blue Turtles - Sting